# Podkowa Leśna Główna
Podkowa Leśna Główna – stacja Warszawskiej Kolei Dojazdowej położona przy ul. Jana Pawła II i Brwinowskiej w Podkowie Leśnej.
W roku 2022 dzienna wymiana pasażerska na przystanku wyniosła 2 000-3 000 osób.

## Wygląd

### Perony
Stacja składa się z dwóch peronów bocznych leżących naprzeciwko siebie. Każdy peron posiada jedną krawędź peronową.

### Budynek stacyjny
Przy peronie pierwszym znajduje się budynek stacyjny. W obiekcie zlokalizowana jest kasa biletowa i poczekalnia.
Do budynku dobudowana jest wiata, która zadasza część peronu pierwszego.

### Przejazd kolejowy
Na wschodniej głowicy peronów, przy wejściu na stację, znajduje się przejazd kolejowy łączący ul. Brwinowską z ul. Jana Pawła II.